# TOPS-10
TOPS-10 (Timesharing/Total OPerating System o Sistema Operatiu Total de Temps compartit) va ser un sistema operatiu de Digital Equipment Corporation (DEC) per l'ordinador central PDP-10 (o DECSYSTEM-10), alliberat el 1967. TOPS-10 va evolucionar de l'anterior programa «Monitor» per a l'ordinadors PDP-6 i 10. Va ser rebatejat com TOPS-10 el 1970.